# Crisis Force
Crisis Force ist ein Shoot ’em up, das im Sommer 1991 auf dem Famicom von Konami herausgebracht wurde.

## Spielprinzip
Im Jahre 199X dringt eine Roboter-Armee in die japanische Hauptstadt Tokio ein. Zwei junge Piloten, ein Mann und eine Frau, steigen in ihre Raumschiffe, um die Bedrohung abzuwehren.
Eine Besonderheit ist die Transformierbarkeit des Raumschiffes und zwei Waffen zwischen denen gewechselt werden kann. Außerdem steht eine begrenzte Anzahl an Smart Bombs zur Verfügung. Schließlich können noch Edelsteine eingesammelt werden, bei fünf Stück wird das Raumschiff für einen gewissen Zeitraum unbesiegbar. Mit weiteren Items kann die Geschwindigkeit des Schiffes verändert oder die Waffen aufgerüstet werden. Aufgrund dieser Eigenschaften wird vom Spieler auch eine gewisse taktische Herangehensweise verlangt.
In sieben Leveln mit jeweils einem Endgegner muss der Spieler bestehen. Nebenbei sollte auch ein möglichst hoher Highscore erzielt werden. Crisis Force bietet drei Schwierigkeitsgrade und kann wahlweise auch zu zweit gespielt werden.
Das Spiel erlangte aufgrund der Ausnutzung der Famicom-Hardware einige Bekanntheit, wie das schnelle Scrolling allgemein, Parallax scrolling für einen guten Tiefeneffekt sowie hohem Gegneraufkommen. Es könnte also auch dem Subgenre Bullet Hell zugeordnet werden. Vergleichbare Titel gibt es auf der Konsole kaum.

## Kritiken
Im deutschsprachigen Raum wurde das Spiel von der Website nescenter.de besprochen und erhielt eine Wertung von 9/10.

„Als ich Crisis Force das erste Mal in Aktion gesehen habe, hat mich die gebotene Grafikpracht fast von den Socken gehauen. Spätestens wenn im Verlauf des ersten Levels plötzlich die Erde aufbricht und durch geschicktes Scrolling auf mehreren Ebenen ein räumlicher Tiefeneffekt erzielt wird, ist jedem klar, dass Crisis Force technisch in einer ganz anderen Liga als andere NES-Titel spielt. Umso erfreulicher, dass der Shooter nicht nur durch seine großkalibrige Präsentation, sondern auch mit einem ausgeklügelten Spielprinzip und einem mitreißenden Leveldesign begeistert. Die Möglichkeit, euren Gleiter jederzeit in drei unterschiedliche Formen transformieren zu können, stellt spielerisch eine große Bereicherung dar, da auf diese Weise unfaire Stellen vermieden werden und Spielraum für verschiedenste Angriffsmuster geschaffen wird. Danke für dieses großartige Spiel, liebes Konami-Team!“

Auf der Website MobyGames wurde eine Wertung von 3,8/5 ermittelt. Famitsu vergab 22/40 Punkten, Retro Gamer 8/10 Punkten und GameSpy 10/10 Punkten.